# An und für sich (Album)
An und für sich ist das fünfte Studioalbum des deutschen Popsängers und Rappers Clueso. Es erschien am 25. März 2011 beim Plattenlabel Columbia Records.

## Hintergrund
Das aus 17 Titeln bestehende Studioalbum An und für sich wurde von Baris Aladag und Ralf Christian Mayer produziert. Es ist das erste und zugleich einzige Album, das bei dem Plattenlabel Columbia Records erschien. Am 4. November 2011 erschien eine Deluxe-Edition des Albums, die unter anderem um die Single Cello (Unplugged) mit Udo Lindenberg erweitert wurde.
Das Frontcover zeigt Cluesos Gesicht mit Dreiecken. Oben rechts ist in oranger Schrift der Künstlername Clueso und unten auf dem Cover in großen schwarzen Blockbuchstaben der Albentitel zu lesen.

## Titelliste
| #  | Titel                | Autor(en) | Produzent(en)                              | Länge |
| -- | -------------------- | --- | ------------------------------------------ | ----- |
| 1  | Zu schnell vorbei    | Clueso, Ralf Christian Mayer, Christoph Bernewitz, Philipp Milner, Daniel Bätge, Paul Tetzlaff, Christian Kohlhaas, Baris Aladag | Clueso, Ralf Christian Mayer, Baris Aladag | 5:29  |
| 2  | Beinah               | Clueso, Norman Sinn, Christian Kohlhaas                                                                                          | Clueso, Ralf Christian Mayer, Baris Aladag | 4:42  |
| 3  | Strassen sind leer   | Clueso, Baris Aladag | Clueso, Ralf Christian Mayer, Baris Aladag | 6:23  |
| 4  | Müsste gehen         | Clueso, Paul Tetzlaff, Tino Sehring, Martin Hübner                                                                               | Clueso, Ralf Christian Mayer, Baris Aladag | 3:24  |
| 5  | Ey der Regen         | Clueso, Christoph Bernewitz, Philipp Milner, Daniel Bätge, René Kolditz                                                          | Clueso, Ralf Christian Mayer, Baris Aladag | 4:12  |
| 6  | Dreh dich            | Clueso, Christoph Bernewitz, Philipp Milner, Daniel Bätge, Baris Aladag                                                          | Clueso, Ralf Christian Mayer, Baris Aladag | 4:05  |
| 7  | Ich bin für's Rollen | Clueso | Clueso, Ralf Christian Mayer, Baris Aladag | 4:04  |
| 8  | Stern                | Clueso, Norman Sinn | Clueso, Ralf Christian Mayer, Baris Aladag | 3:49  |
| 9  | Herz                 | Alexander Binder, Clueso, Christoph Bernewitz, Baris Aladag                                                                      | Clueso, Ralf Christian Mayer, Baris Aladag | 6:01  |
| 10 | Baumkrone            | Alexander Binder, Clueso, Baris Aladag, Leo Hesse                                                                                | Clueso, Ralf Christian Mayer, Baris Aladag | 4:00  |
| 11 | Halt mich fern       | Alexander Binder, Clueso, Baris Aladag                                                                                           | Clueso, Ralf Christian Mayer, Baris Aladag | 4:25  |
| 12 | Das alte Haus        | Alexander Binder, Clueso | Clueso, Ralf Christian Mayer, Baris Aladag | 3:29  |
| 13 | Erklär mir           | Clueso, Baris Aladag | Clueso, Ralf Christian Mayer, Baris Aladag | 4:33  |
| 14 | Du bleibst           | Clueso, Norman Sinn, Tino Sehring, Martin Hübner, Leo Hesse                                                                      | Clueso, Ralf Christian Mayer, Baris Aladag | 4:13  |
| 15 | Kleine Wunder        | Alexander Binder, Clueso, Antonio Lucacio                                                                                        | Clueso, Ralf Christian Mayer, Baris Aladag | 2:22  |
| 16 | Nur bei dir          | Clueso, Ingo Pohlmann, Tino Sehring                                                                                              | Clueso, Ralf Christian Mayer, Baris Aladag | 3:43  |
| 17 | Ende                 | Clueso, Christian Kohlhaas, Baris Aladag, Tino Sehring, Martin Hübner                                                            | Clueso, Ralf Christian Mayer, Baris Aladag | 1:25  |

## Rezeption

### Rezensionen
Mara Wecker, Musikkritikerin von laut.de, fasste Cluesos fünftes Studioalbum An und für sich wie folgt zusammen: „[...] Melancholie trifft auf elektronische Spielereien“.

### Charts und Chartplatzierungen
An und für sich stieg am 8. April 2011 auf Rang zwei der deutschen Albumcharts ein und erreichte damit zugleich seine beste Platzierung. Das Album konnte sich insgesamt 42 Wochen in den Charts platzieren, letztmals auf Platz 91 in der Chartausgabe vom 27. April 2012. In Österreich stieg An und für sich am 8. April 2011 auf Rang 20 ein und hielt sich vier Wochen in den Charts, bevor es am 6. Mai 2011 auf Rang 56 die Charts wieder verließ. In der Schweiz platzierte sich das Album am 10. April 2011 mit Rang 24 (Höchstnotierung). Eine Woche später, am 17. April 2011, war es auf Platz 52, ehe es die Charts ebenfalls verließ.
| ChartsChartplatzierungen | Höchstplatzierung | Wochen |
| ------------------------ | ----------------- | ------ |
| Deutschland (GfK)        | 2 (42 Wo.)        | 42     |
| Österreich (Ö3)          | 20 (4 Wo.)        | 4      |
| Schweiz (IFPI)           | 24 (2 Wo.)        | 2      |

| ChartsJahrescharts (2011) | Platzierung |
| ------------------------- | ----------- |
| Deutschland (GfK)         | 27          |

### Auszeichnungen für Musikverkäufe
| Land/Region        | Auszeichnungen für Musikverkäufe (Land/Region, Auszeichnung, Verkäufe) | Verkäufe |
| ------------------ | ---------------------------------------------------------------------- | -------- |
| Deutschland (BVMI) | Platin                                                                 | 200.000  |
| Insgesamt          | 1× Platin ·                                                            | 200.000  |